# Serra Vermelha
A Serra Vermelha é uma formação florestal em meio a chapadões no extremo Sul do Piauí. 
É uma área rica de biodiversidade, com presença de caatinga, cerrado e também Mata Atlântica, fatos que geraram confusão na determinação do tipo de bioma a que ela pertence. Inicialmente seria transformada em Parque Nacional no ano 2007, mas desde de 2016 é uma Reserva Biológica, incluída dentro do complexo: Parque Nacional da Serra das Confusões como um corredor natural.
A Serra Vermelha localize-se entre as cidades de Bom Jesus, Redenção do Gurgueia, Curimatá e Morro Cabeça no Tempo. A região de Serra Vermelha possui 120.000 hectares e é um dos últimos remanescentes de Mata Atlântica do Nordeste com fenômenos raros de biodiversidade.

## Características
A Serra Vermelha situa-se no sul do Estado do Piauí, servindo de divisor de águas das bacias hidrográficas dos rios Parnaíba e São Francisco, recarga de aquíferos e manancial das nascentes dos rios Paraim, Gurgueia, Piauí e riachos temporários do São Francisco. Suas formações de arenito se sobrepõem ao embasamento cristalino, formando uma espécie de esponja que represa a água das chuvas no arenito e as libera lentamente na base, no contato junto às rochas do embasamento, tendo em vista que a água penetra apenas nas fendas e rachaduras destas rochas impermeáveis.
A cobertura vegetal tem participação essencial neste processo de recarga, evitando o impacto direto da chuva sobre o solo, reduzindo a velocidade de escoamento e mantendo a umidade na camada superficial do solo, evitando uma maior evaporação. Sobre a serra se desenvolve uma das mais extensas áreas florestais do nordeste, que ao se unir aos parques nacionais de Serra das Confusões e Serra das Capivaras, forma uma das áreas mais importantes para a conservação do bioma caatinga e sua transição com o bioma cerrado e consequentemente, da fauna e flora regional. Em seus vales erodidos por milhões de anos de ação das forças da natureza, apresenta-se uma floresta mais úmida, com árvores de maior porte e de grande importância para a fauna, pois ali se encontram as fontes, os olhos d'água perenes que formam os brejos e, na época das chuvas, os riachos efêmeros.
De acordo com o Mapa de Vegetação do Instituto Brasileiro de Geografia e Estatística, a região da Serra Vermelha possui as seguintes formações vegetais: Floresta Estacional Decidual Montana, Floresta Estacional Sub Montana, Savana Estépica e Savana Estépica Arborizada. Os contatos entre tais formações representam zonas de tensão ecológica, refletindo numa grande diversidade de espécies da fauna e da flora, com destaque para a onça-pintada, suçuarana, paca, cutia, porco-do-mato, veado, macaco-prego, bugio-ruivo e tamanduá-bandeira, como representantes da fauna o angico, aroeira, ipê-amarelo, ipê-roxo, umburana de cheiro, jurema, como representantes da flora.
Um mapeamento concluído em 2005, verifica-se que a Mata Atlântica do Piauí abrange uma área de 7.791 Km², correspondendo a 3,10% da superfície do Estado, compreendendo as seguintes formações vegetais: floresta estacional semidecidual, floresta estacional decidual, vegetação de dunas/restinga e manguezal.
Destaca-se ainda, o porte (extremamente elevado) das árvores na região têm grande beleza cênica, criando um ecossistema todo peculiar, com grande potencial para preservação e visitação.

## Controvérsias
Em 2006 o Ibama do Piauí chegou a autorizar ilegalmente, o manejo florestal sustentável, denominado "Energia Verde" da empresa JB Carbon. Um grande projeto de produção de carvão vegetal que iria alimentar os fornos da indústria siderúrgica do Brasil e do exterior. Pretendia-se derrubar grande parte da vegetação da chapada da Serra Vermelha para produzir carvão vegetal. Estima-se que essa ameaça derrubaria 78 mil hectares de área nativa, a destruição da Serra Vermelha acarretaria na perda dos últimos remanescentes de Mata Atlântica no Piauí.
No entanto, com o apoio de diversas entidades nacionais, lançou-se a campanha "Ajude a salvar a Serra Vermelha", com a pressão das Organizações Não-Governamentais (ONGs) - como a Fundação Rio Parnaíba - demais ambientalistas e a sociedade, o Ministério Público Federal ingressou com uma ação civil pública na Justiça Federal visando suspender definitivamente o empreendimento da companhia.
Agora os ambientalistas querem que o Ministério do Meio Ambiente (MMA), torne a Serra Vermelha uma nova unidade de conservação no Piauí.